# کریبیتسش
کریبیتسش (به آلمانی: Kriebitzsch) یک شهر در آلمان است که در اتنبرگر لند واقع شده‌است. کریبیتسش ۱٬۲۰۸ نفر جمعیت دارد.